# Alban Pnishi
Alban Pnishi (ur. 20 października 1990 w Zurychu) – kosowski piłkarz grający na pozycji środkowego obrońcy.

## Życiorys

### Kariera klubowa[1]
Karierę rozpoczął w młodzieżowej drużynie FC Bremgarten. W latach 2007–2009 grał dla FC Wohlen Jugend. Rok później znalazł się w pierwszej drużynie zespołu. W 2015 roku, gdy kontakt z klubem zakończył się, przeszedł do klubu z wyższej ligi rozgrywkowej – Grasshopper Club Zurych.

### Kariera reprezentacyjna
W reprezentacji Kosowa zadebiutował w zremisowanym 1:1 meczu z Finlandią.